# Polycosta
Polycostidae
Famille
Genre
Polycosta, unique représentant de la famille des Polycostidae, est un genre de Ciliés de la classe des Litostomatea et de l'ordre des Vestibuliferida.

## Étymologie
Le nom de Polycosta est composé du préfixe poly-, « plusieurs », et du suffixe -cost, « côte, nervure », en référence à ses « cinéités méridiennes pouvant être séparées par de larges crêtes ».

## Description
Le genre Polycosta a une taille petite à moyenne ; une forme grossièrement ovoïde. Il nage librement dans son milieu de vie. Sa ciliation somatique est holotriche (en) (c'est-à-dire à ciliature uniforme), à cinéités méridiennes pouvant être séparées par de larges crêtes interkinétales remplies de nombreux petits corps denses (extrusomes ?). La cavité buccale est un vestibule conique, rond ou aplati en coupe transversale, bordé par des extensions de certaines cinéties somatiques uniquement du côté droit. Le macronoyau a une forme variant en globuleuse et ellipsoïde. On note la présence d’un micronoyau ; d’une ou plusieurs vacuoles contractiles. Il se nourrit de bactéries et d'amidon.

## Habitat et répartition
Le genre Polycosta vit dans des habitats terrestres en Australie comme endocommensal dans le préestomac des marsupiaux macropodides.

## Systématique
Le genre Polycosta, la famille monogénérique des Polycostidae et ses quatre espèces ont été décrits en 2003 par Stephen L. Cameron (d) et Peter J. O'Donoghue (d).

### Liste des espèces
Selon Cameron & O'Donoghue, 2003 :
- Polycosta roundi Cameron & O'Donoghue, 2003
- Polycosta turniae Cameron & O'Donoghue, 2003
- Polycosta sebastopolensis Cameron & O'Donoghue, 2003
- Polycosta parma Cameron & O'Donoghue, 2003

### Publication originale
- (en) Stephen L. Cameron et Peter J. O'Donoghue, « Trichostome ciliates from Australian marsupials. II. Polycosta gen. nov. (Litostomatea: Polycostidae fam. nov.) », European Journal of Protistology, Elsevier, vol. 39, no 1,‎ janvier 2003, p. 83-99 (ISSN 0932-4739, 1618-0429 et 0932-4739, DOI 10.1078/0932-4739-00890).